# Zyrianka (rzeka)
Zyrianka (ros. Зырянкa) – rzeka w azjatyckiej części Rosji, w Jakucji; lewy dopływ Kołymy. Długość 299 km; powierzchnia dorzecza 7 310 km².
Źródła w Górach Czerskiego; płynie w kierunku wschodnim po Nizinie Kołymskiej, w środkowym i dolnym biegu liczne meandry i starorzecza. Zasilanie śniegowo-deszczowe; zamarza od połowy października do maja. 
W dorzeczu złoża węgla kamiennego (Zyriańskie Zagłębie Węglowe).
Główne miejscowości: Ugolnyj, Zyrianka.